# غار سهولان
غار سَهولان در روستای سهولان، ۴۲ کیلومتری جنوب شرقی شهر مهاباد در مسیر جاده برهان و روستای عیسی کند واقع شده‌است. این غار میان شهرستان مهاباد و شهرستان بوکان قرار گرفته‌است. از سمتِ شهر بوکان تنها ۲۵ کیلومتر فاصله دارد.
سهولان در زبان کردی به معنی یخبندان است و مردم محلی، غار را «کونه کۆتر» یعنی لانه کبوتر نیز می‌نامند. دلیل این نامگذاری وجود تعداد زیادی لانه کبوتر درون غار است. این غار در فهرست آثار طبیعی ملی ایران قرار دارد.

## تاریخچه
تاریخ کشف غار مشخص نیست، به این دلیل که همیشه در حوالی آن، روستاها و مناطق مسکونی بوده و مردم همواره از آن به عنوان پناهگاه و محلی برای شکار استفاده کرده‌اند؛ ولی به‌طور رسمی ژاک دمورگان همراه اهالی روستای سهولان دست به ساختن کلک (قایق چوبی کوچک) زدند و از مسیر ابی دیدن کردن و یک کروکی از غار کشیدند که ۶۰ درصد با واقعیت کنونی همخوانی دارد. تاکنون حدود ۲۵۰ متر از محدوده خشکی و ۳۰۰ متر از محدوده آبی این غار زیبا کشف شده‌است. غار سهولان در درون خود دریاچه ای جای داده که گاه عمق آن به حدود ۶۰ متر می‌رسد.
ارتفاع سقف غار از کف دریاچه در حدود ۵۰ متر است. دمای درونی غار نیز در مقایسه با دمای بیرن از غار قریب به ۱۵ درجه خنک تر و بین ۵ تا ۱۰ درجه سانتیگراد است. غار سهولان، دومین غاز بزرگ آبی ایران، بعد از غار علیصدر است و قایق‌سواری در دریاچه آن یکی از جذاب‌ترین جاذبه‌های این غار است. آب این دریاچه‌ها از سفره‌های زیرزمینی و جوشش چشمه‌ها تأمین می‌شود. غار سهولان دارای دو ورودی است که یکی از ورودی‌ها اصلی است. در بدو ورود به غار نیز در حدود ۱۰۰ پله بتنی تعبیه شده‌است تا کار ورود به داخل غار را آسان‌تر کند.

## ویژگی‌های غار سهولان
ارتفاع سقف غار تا سطح دریاچه آن به ۵۰ متر می‌رسد و عمق آب در برخی جاها به ۳۰ متر می‌رسد. اختلاف دمای درون و بیرون غار بین ۱۰ الی ۱۵ درجه‌است.
- ساختار زمین‌شناسی غار:آبی-خاکی-سنگ آهک
- طول مسیر آبی کشف‌شده: ۳۰۰ متر
- طول مسیر خشکی کشف‌شده: ۲۵۰ متر
- مساحت کشف‌شده: حدود ۲ هکتار
- میانگین ژرفای آب: ۲۲ متر
- بیشینه ژرفای آب: ۶۲ متر
- میزان رطوبت: ۷۰٪ الی ۷۵٪
- دمای درون غار: ۵ الی ۱۰ درجه سانتیگراد
- نوع رسوبات: آهکی
- وسعت تالار اصلی: ۵۸ متر در ۴۲ متر
- ارتفاع سقف غار: ۵۰ متر
- جانداران داخل چاه: کبوتر و خفاش
- جاذبه طبیعی: وجود قندیل‌های آهکی به شکل‌های مختلف
- دیرینگی آثار به‌دست‌آمده از غار: هزاره دوم پیش از میلاد
- ارتفاع از سطح دریاهای آزاد: ۱۷۵۱متر
- موقعیت جغرافیایی: ۴۶ درجه شرقی و ۳۶ درجه و ۴۱ دقیقه عرض شمالی
- سال حفاظت: ۱۳۷۹ و بر اساس مصوبه ۱۶۹ شورای عالی حفاظت محیط زیست

## تصاویر

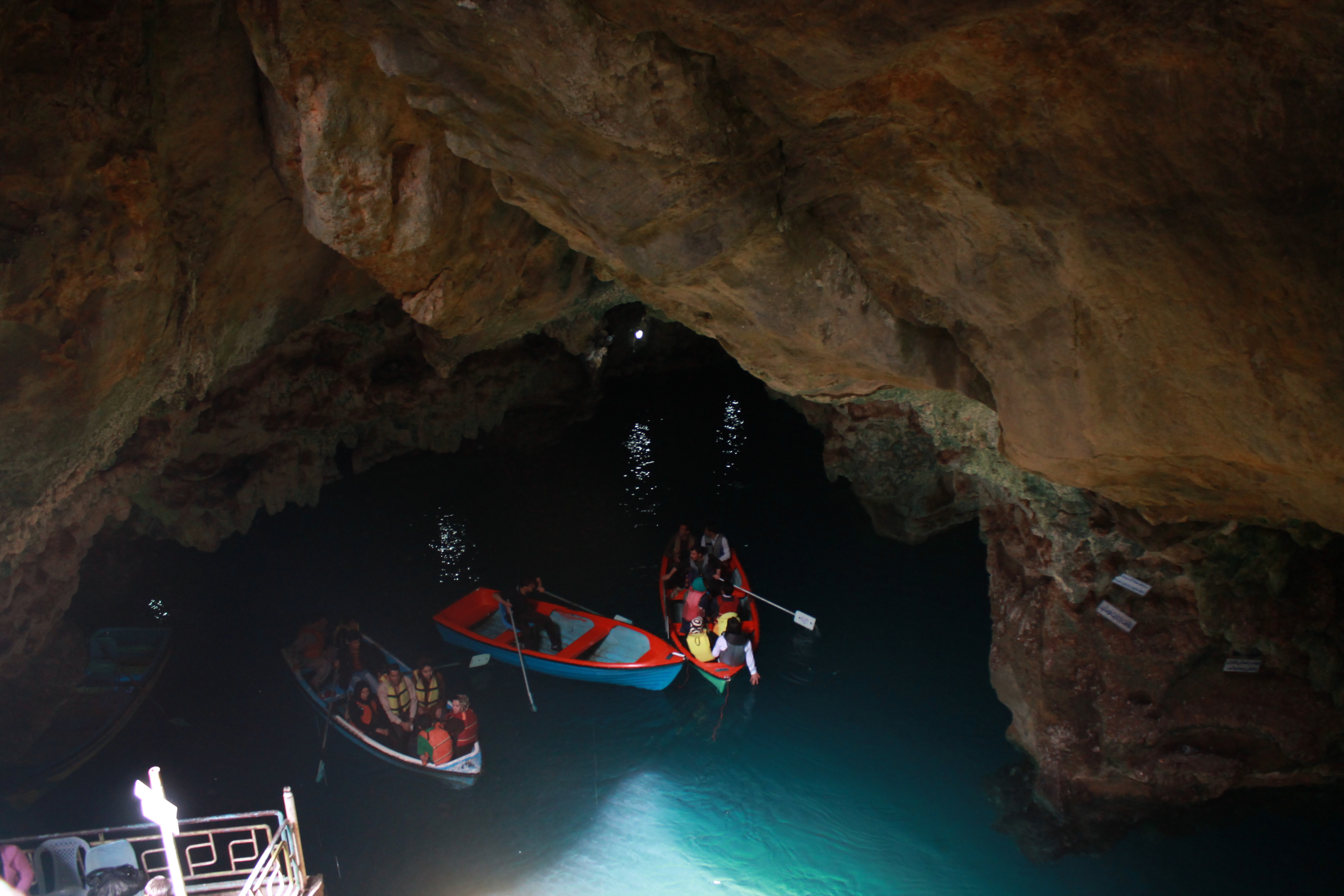
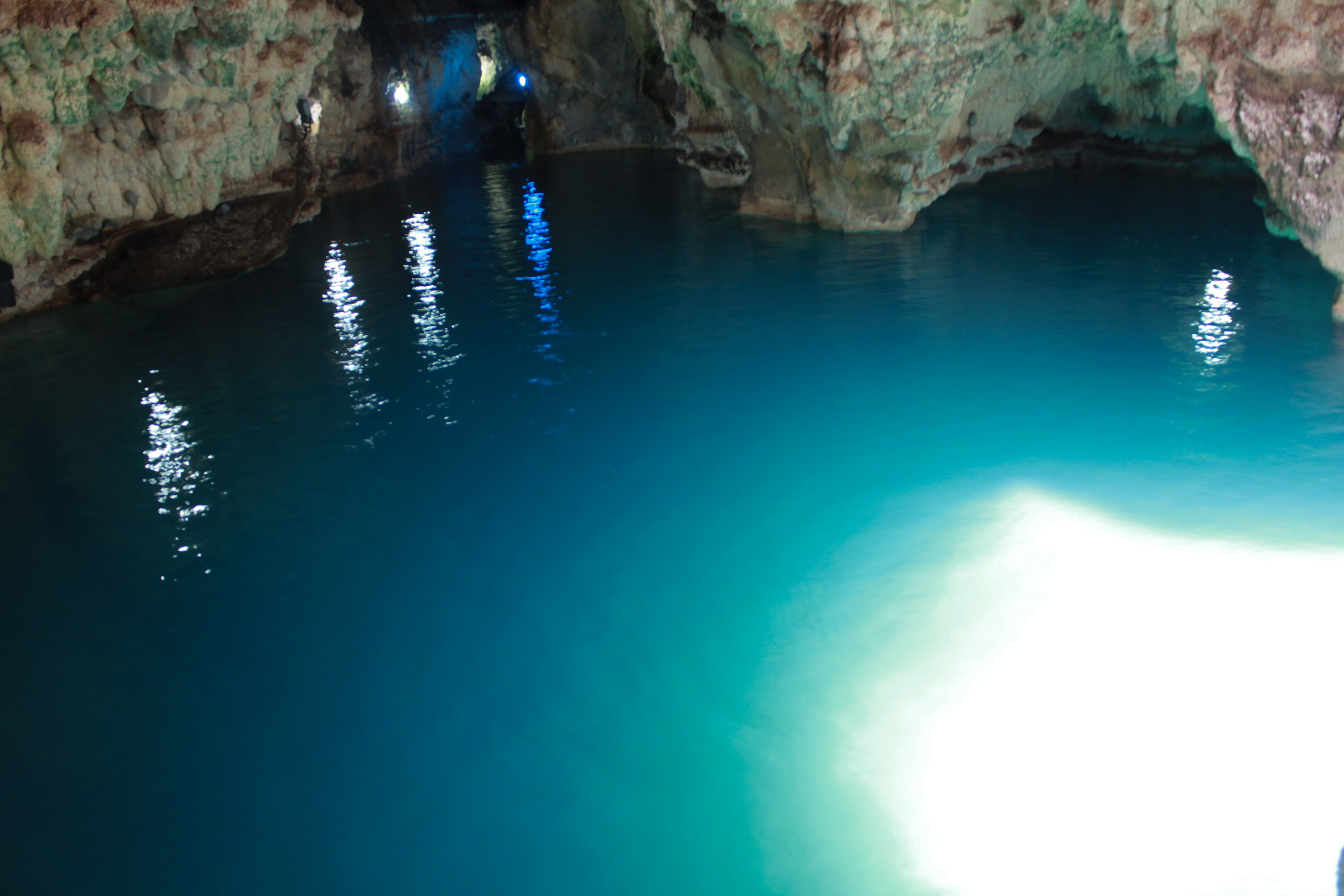